# 애서배스카강

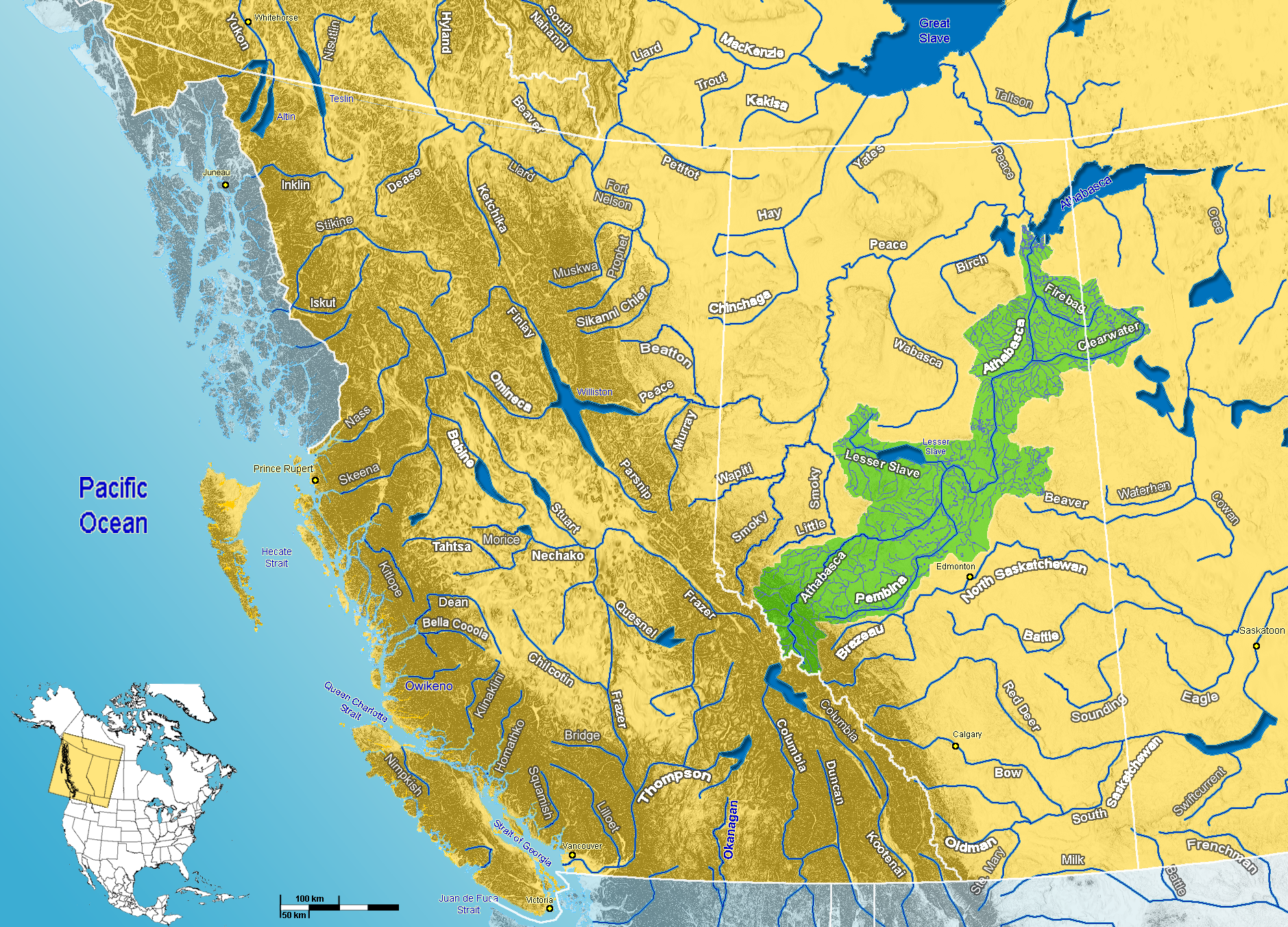
애서배스카 강 유역, 캐나다 서부.

애서배스카강(Athabasca River)은 캐나다 앨버타주에 위치한 강으로, 재스퍼 국립공원의 컬럼비아 빙원에서 발원하여 약 1,231 km 이상을 흘러 애서배스카호로 들어간다. 강기슭 대부분이 국가 또는 지역 지정의 공원으로 지정되어 보호받고 있다. 재스퍼 시 인근에는 경치 있는 애서배스카 폭포가 있다. 강 이름은 크리족 언어로 "풀들이 늘어서 있다"는 뜻이다.